# John Piccard
John Piccard (* 28. Dezember 1965 in Les Saisies) ist ein ehemaliger französischer Skirennläufer. Von seinen sechs Geschwistern waren seine Brüder Franck, Ian, Jeff und Ted sowie die Schwester Leila ebenfalls Alpine Skiläufer.
Die sportlichen Erfolge von John Piccard sind weniger bemerkenswert als die seiner Geschwister, von denen Franck sogar Olympiasieger wurde. John erreichte im Alpinen Skiweltcup drei Plätze unter den besten 15 und Rang 30 in der Slalom-Gesamtwertung der Saison 1988/1989. Sein bestes Weltcupergebnis war der 11. Platz im Slalom von Wengen am 22. Januar 1989. 1988 wurde John Piccard Französischer Meister in der Kombination.